# MG 15 機関銃
MG 15 機関銃（MG 15 きかんじゅう、ドイツ語: Maschinengewehr MG 15）は、1930年代初頭に航空機の自衛用旋回式として開発された航空機関銃である。
第二次世界大戦の初期には旧式化・威力不足になっており、1941年までに多くが新型機関銃に更新され、余剰となった物は地上部隊に転用された。同系列の固定式機関銃としてMG 17があった。

## 開発
MG 15は、ラインメタル社により、スイスのMG 30の発展型として開発された。ルイス・シュタンゲ（Louis Stange）によって1920年代の終わりごろ発明された、ボルト後部のラグに回転式カムを噛み込ませるロッキング機構を採用している。
モジュラー構造で、多様な付属品が簡単に着脱可能なように設計されていた。
マガジンの交換が容易なように設計されており、MG 30と異なりマガジンの給弾口はレシーバー上面にあり、75発入りのドラムマガジン「Doppeltrommel 15、DT-15」を使用した。このドラムマガジンは銃の左右にまたがるような形で取り付けられ、サドルドラム（ドイツ語ではドッペル・トロンメル、doppel（ドッペル）は英語のdouble（ダブル）に相当、トロンメルは「太鼓」の意）と呼ばれていた。これはよく、左右合わせて75発×2で150発と勘違いされるが、左右合わせて総弾数75発である。弾倉交換に要する時間は約6秒で、非常に素早く行えた。MG 34のような空のドラムマガジン（ドイツ語ではグルト・トロンメル）にベルトリンクを内蔵する方式ではなく、バラ弾を装填しゼンマイ動力で給弾する方式で、飛行前に地上であらかじめ装弾済みにしておかれた。サドルドラムには、ベルト給弾方式と比べて銃の取り回しが良く、銃の左右の重さのバランスに優れている、という利点があった。
この機関銃は、MG 30と異なりセミオート機能は無くなり、毎分1,000発以上の発射速度を持っており、約4.5秒でマガジン内の銃弾を使い切る。そのため通常は最低でも（装着済を除いて）10個以上のマガジンを機内に搭載していた。
航空機関銃として使用する時は、サドルドラムの下方にある排莢口に空薬莢を受け止める薬莢入れを取り付けた。これは、機内の床に空薬莢が散らばることで乗員が転倒することを防止するためである。
地上戦用では、75発入りサドル型ドラムマガジンの他に、MG 13用の25発入りバナナ型マガジンも使用された。
サドルドラムの直後の上方にはマガジンリリースがある。サドルドラムの後方には、S（Sicherheit）とF（Feuer）を切り替えるリング状の安全装置がある。安全装置の後方の右側には、ボルトハンドルがある。発射の際にボルトハンドルを引く（とロックされる）、オープンボルト方式である。ボルトハンドルは射撃中は前後に往復する。
トリガーガードは、寒冷時の手袋使用に対応できるよう、穴が大きめに作られていた。

## 運用
MG 15は、再軍備が始まったドイツ空軍の最初の旋回機銃として1932年に採用され、1933年以降、幅広い航空機に搭載された。第二次世界大戦開戦時、MG 15は可動式銃座を備えているドイツ空軍機のほぼすべてに搭載されていた。
MG 15は第二次大戦時には旧式化しており、1940年後半には7.92mm MG 81、MG 81Z（MG 81の連装型）、13mm MG 131機関銃あるいは20mm MG 151/20機関砲に更新されていった。
1943年末期には、「Zusatzgerät 15 (ZG 15) 、ツザッツゲレート 15」という、MG 15用の地上戦転用キットが製作された。意味はそのまま「追加装置」である。ZG 15を取り付けて地上戦用に改造したMG 15を、「MG 15 mit ZG 15」と、表記する。
余剰となったMG 15に、二脚、バレルジャケット（二脚を取り付けるためのブラケット）、金属製パイプストック、キャリングハンドル、スリング、スパイダーサイト（または十字サイト）、などの追加部品からなる、ZG 15を取り付け、発射速度を850発/分に落として、空軍地上部隊や降下猟兵の装備として使用された。地上戦用の前後照準器は、既存の航空用照準器に外付けする形で追加された。
また、三脚に搭載して対空機銃としても使用された。
射撃時には、パイプストックのストック部分もしくはパッド部分（パイプストックが無い場合は、レシーバーの尾部）をトリガーを引く手とは反対の手（右手でも左手でもよい）で抑えて保持する。三脚使用時は、三脚を別の人間が抑えることもある。
しかし、もとが航空用であるため、野戦で使うにはバランスが悪い（全長が長すぎ、弾倉も75発入りサドル型ドラムマガジンなので嵩張り、高い作動速度での連射しかできないため、地上での運用は不便）・デリケートな機関部といった面もあり、好評とはいえなかった。
また、あまり知られていないが、地上戦用の中には銃身をウォータージャケットで覆った水冷式の物も存在した。

## 日本におけるMG 15
MG 15は日本でもライセンス生産が行われ、陸軍の九八式旋回機関銃、海軍の一式七粍九旋回機銃として可動銃座に取り付けて使用された。また、戦車用の試製四式車載重機関銃のベースにもなっている。

## 搭載機
Ju87

## ベルクマン MG15 n.A.
本項の「ラインメタル MG15 機関銃」は、第一次世界大戦時に使用された、テオドール・ベルクマン（Theodor Bergmann）開発の「ベルクマン MG15 機関銃」と、共通の制式番号であるが、両者の設計に関連性はなかった。
「ラインメタル MG15」はゾロターン式（実際には裏でラインメタルも開発に係わっている）の回転式ボルト/ロッキング方式を使用していたのに対し、「ベルクマン MG 15」は先端ロッキング方式を使用していた。
「ベルクマン MG15 機関銃」の改良型が、「ベルクマン MG15 n.A. 機関銃、ベルクマン MG15 nA 機関銃」である。「n.A、nA」は「neuer Art（ノイアー・アルト）」（新型）という意味である。
これに対し、改良前の「ベルクマン MG15 機関銃」は、「ベルクマン MG15 a.A. 機関銃、ベルクマン MG15 aA 機関銃」と改称された。「a.A、aA」は「alter Art（アルター・アルト）」（旧型）という意味である。
「MG15 n.A.、MG15 nA」と表記されていれば、それはラインメタルのMG15ではなく、ベルクマンのMG15のことである。